# Bolinus
Bolinus là một chi ốc biển, là động vật thân mềm chân bụng sống ở biển thuộc họ Muricidae, họ ốc gai.

## Các loài
Các loài thuộc chi Bolinus bao gồm:
- Bolinus brandaris (Linnaeus, 1758)[3]
- Bolinus cornutus (Linnaeus, 1758)[4]